# Masacre de Beit Lahia
La masacre de Beit Lahia fue un ataque aéreo y terrestre llevado a cabo el 19 de octubre de 2024, por las Fuerzas de Defensa de Israel (FDI) contra la localidad de Beit Lahia en el norte de Gaza, en el que al menos 87 personas murieron o desaparecieron bajo los escombros, la mayoría menores de edad y mujeres, y más de 40 resultaron heridas. Los ataques aéreos y proyectiles de artillería israelíes alcanzaron varios edificios en bloques residenciales densamente poblados por residentes locales y evacuados, principalmente en las zonas occidentales de la ciudad.

## Antecedentes
Beit Lahia es una ciudad de la Franja de Gaza, situada al norte de Jabalia, en la zona occidental de la Gobernación de Gaza del Norte en Palestina. Se encuentra junto a Beit Hanun y cerca de la frontera con Israel. En diciembre de 2023, las Fuerzas de Defensa de Israel iniciaron una ofensiva en la ciudad durante la cual lanzaron numerosos ataques aéreos contra supuestos objetivos de militantes de Hamás.
El 12 de diciembre, Israel asaltó el Hospital Kamal Adwan. El 16 de diciembre, las excavadoras israelíes aplastaron a un grupo de personas que se refugiaban fuera del hospital. Un reportero que fue testigo de los hechos describió lo ocurrido como «una masacre aterradora y escenas indescriptibles» y afirmó: «Decenas de desplazados, enfermos y heridos fueron enterrados vivos». Un hombre afirmó que su hijo de 25 años había sido enterrado vivo por las excavadoras israelíes en Kamal Adwan y en el mismo informe las FDI fueron acusadas de necroviolencia al atropellar cadáveres con un bulldozer. El director general del Ministerio de Salud de Gaza, Munir al-Bursh, afirmó que las fuerzas israelíes le dispararon mientras daba una conferencia de prensa frente al hospital y que arrestaron a setenta profesionales médicos.
En abril de 2024, Israel retiró sus tropas de todos los territorios de la Franja de Gaza, excepto del conocido como «Corredor Netzarim». La segunda invasión israelí del norte de Gaza en mayo de 2024 se produjo como resultado de la reorganización de las tropas de Hamás en algunas áreas de dicha zona. En junio de 2024, la Defensa Civil de Gaza declaró que la destrucción en Beit Lahia «desafía la imaginación».

## Masacre
El 19 de octubre de 2024, las Fuerzas de Defensa de Israel llevaron a cabo varios ataques en la zona de Beit Lahia, bombardeando con mayor intensidad las zonas central y oriental de la ciudad. Debido al inmenso tamaño y alcance de los ataques, los civiles en Beit Lahia y Jabalia se vieron obligados a huir de sus casas y refugios sin previo aviso, lo que se vio significativamente obstaculizado debido a la densidad de población excepcionalmente alta de la zona causada por el desplazamiento masivo de cíviles de otras partes de la Franja de Gaza. Testigos presenciales informaron que toda la zona occidental de Beit Lahia se estremeció debido a los intensos bombardeos.
Un bloque residencial entero en el oeste de Beit Lahia fue atacado y destruido por numerosos ataques aéreos israelíes, un edificio que estaba densamente poblado tanto de lugareños como de evacuados en el momento de su destrucción. Se derrumbaron varios edificios, muchos de los cuales estaban llenos de civiles que no habían tenido la oportunidad de evacuar o que habían estado buscando refugio. Se prevé que las cifras de fallecidos aumenten en las próximas horas, ya que muchas personas están atrapadas bajo los escombros. La Oficina de Medios del Gobierno de Gaza informó que varios bloques residenciales superpoblados fueron atacados y muchos de los cuales estaban llenos de mujeres y niños.
El portavoz de defensa civil de Gaza, Mahmoud Bassal, informó que todo el bloque residencial atacado había sido «arrasado hasta los cimientos». Informando desde Deir el-Balah, en el centro de Gaza, el periodista de Al Jazeera, Hani Mahmoud, dijo que «la magnitud de la brutalidad del último ataque» en Beit Lahiya sigue desarrollándose, «con mucha gente todavía sepultada bajo enormes pilas de escombros».

## Respuesta
Los miembros de la Defensa Civil palestinas y los paramédicos no pudieron llegar a los lugares de la masacre debido a los continuos ataques de artillería israelí y al uso de drones de vigilancia para evitar que alguien llegara a las zonas atacadas. Muchas de las víctimas no pudieron ser rescatadas debido a que quedaron atrapadas bajo grandes trozos de hormigón y otros escombros, lo que impidió que los equipos de rescate llegaran hasta ellas. Más de la mitad de las personas que murieron en el ataque eran desplazados internos que se habían visto obligados a huir de sus hogares y refugios recientemente por los ataques israelíes contra Jabalia y otras regiones del norte de Gaza debido a la reanudación de la segunda batalla de Jabalia.
Las labores de rescate se vieron obstaculizadas aún más por el apagón de Internet y de telecomunicaciones que comenzó el día anterior. Los hospitales no pudieron atender a la gran cantidad de víctimas que habían sido trasladadas a sus instalaciones debido a la escasez significativa de suministros médicos y de personal médico competente, agravada por los bloqueos y asedios israelíes a los hospitales del norte de Gaza.

## Reacciones
Las FDI afirmaron que las cifras de víctimas proporcionadas por la Oficina de Prensa del Gobierno de Gaza eran generalmente exageradas y que el número de muertes reportadas no coincidía con la información que ellos tenían sobre el ataque, pero dijo que estaba comprobando los informes. Las autoridades israelíes no permiten a los medios de comunicación extranjeros el acceso independiente a la Franja. Según Israel, pretendía ser un ataque preciso contra un objetivo de Hamás. Las FDI justificaron además su curso de acción al calificar el área atacada como parte de una «zona de guerra activa».
La oficina de prensa del gobierno de Gaza calificó el ataque como una «masacre horrorosa» que se enmarca en una «guerra de limpieza étnica, erradicación y exterminio» de Israel en el enclave palestino, que incluye la «destrucción del sistema de sanidad de la gobernación del norte de Gaza». Khalil al-Hayya, miembro del buró político de Hamás, instó a la comunidad internacional a no dejar que la masacre pase desapercibida, e instó a los grupos islámicos y árabes a sitiar las embajadas estadounidenses e israelíes en protesta.
Tor Wennesland, el coordinador especial de las Naciones Unidas para el proceso de paz en Oriente Medio, declaró: «En el norte de Gaza se están produciendo escenas horrorosas. La pesadilla en Gaza se está intensificando. Condeno los continuos ataques contra civiles. Esta guerra debe terminar, los rehenes retenidos por Hamás deben ser liberados y el desplazamiento de palestinos debe cesar».

## Análisis de la prensa
El analista político del Instituto de Oriente Medio, Hassan Mneimneh, afirmó que la masacre y otros ataques asociados en el norte de Gaza fueron causados por la «participación de facto» de los Estados Unidos al otorgar a Israel su armamento más avanzado y de alto rendimiento sin ninguna limitación no operativa para su uso contra objetivos que albergan civiles. Afirmó además que Estados Unidos era cómplice directo de los esfuerzos conscientes de Israel por limpiar étnicamente el norte de Gaza y, en última instancia, toda la Franja de Gaza.

## Véanse también
- Ataques israelíes contra el sector sanitario en la Guerra Israel-Gaza
- Ataques israelíes contra periodistas en la guerra de Gaza
- Crímenes de guerra en la guerra de Gaza
- Crisis humanitaria de Gaza
- Víctimas de la guerra de Gaza